# James Hanley
James Hanley (ur. 3 września 1897, zm. 11 listopada 1985) – brytyjski pisarz i dramaturg pochodzenia irlandzkiego.
Urodzony w rodzinie robotniczej w Liverpoolu, opuścił szkołę w 1910 roku. Początkowo pracował jako urzędnik, by w wieku 17 lat zatrudnić się na statku. W 1917 roku zaciągnął się do armii kanadyjskiej, jako członek której walczył we Francji. Swą pracę pisarską rozpoczął dopiero w 1930 roku powieścią Drift. Druga powieść, Boy (1931), oparta głównie na własnych przeżyciach, zyskała uznanie Williama Faulknera, aczkolwiek w Wielkiej Brytanii uznana została za obsceniczną, a wydawca przegrał proces sądowy – jej pierwsze nieocenzurowane wydanie ukazało się dopiero w 1990 roku. Jego przedwojenne powieści osadzone są głęboko w nurcie realizmu. Do wojny pisał słuchowiska dla BBC. Swój pogląd na Blitzkrieg zawarł w powieści No directions (1943), do której wstęp napisał Henry Miller. Po wojnie wydał kilka znaczących powieści, m.in. A Kingdom (1978). Mieszkał w Walii, później w Londynie.